# Chevrolet Corvette

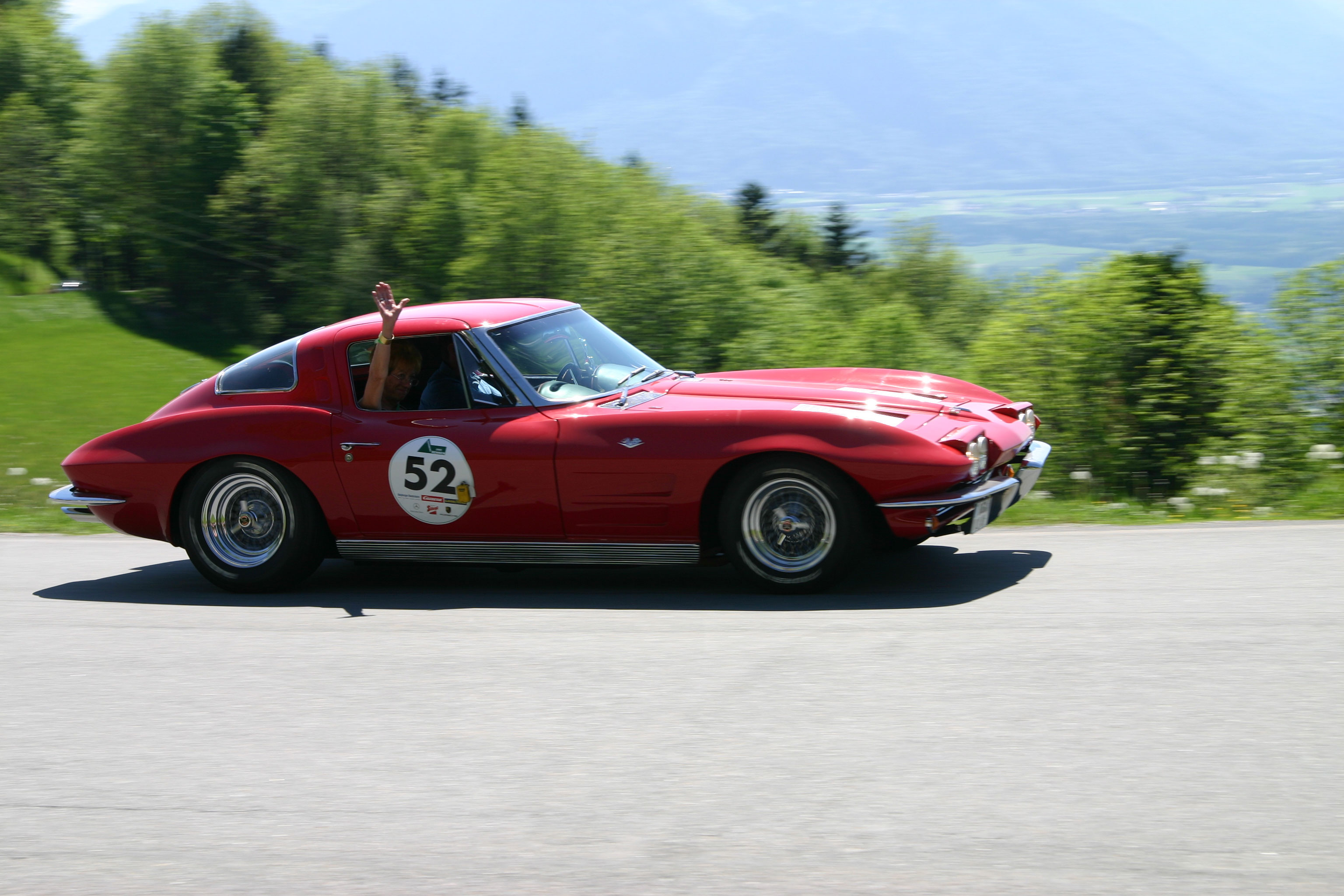
Chevrolet Corvette Stingray från 1963.

Chevrolet Corvette är en amerikansk sportbil som lanserades 1953 av GM i Flint i Michigan. Modellen är fortfarande i produktion och tillverkas sedan 1984 i Bowling Green, Kentucky.

## Bakgrund
Efter andra världskriget började hemvändande soldater ta med sig europeiska sportbilar till USA. Märken som MG, Alfa Romeo och Jaguar blev omåttligt populära. Två av dem som fascinerades av de lätta, snabba och eleganta vagnarna var bildesignern Harley Earl, som sedan 1927 var anställd hos GM och Ed Cole, som 1952 lämnat Cadillac för att sätta fart på det stagnerande bilmärket. Man lyckades övertala företagsledningen om att få ta fram en sportvagnsprototyp. Denna presenterades på det anrika New York-hotellet Waldorf Astoria den 16 januari 1953 under årets Motorama-turné. Kunderna och motorpressen gillade vad de såg och det beslutades om serietillverkning. Man beslutade även att den nya lågseriebilens kaross skulle tillverkas med hjälp av en för tiden toppmodern teknik i glasfiberarmerad plast.
Corvetten har hittills tillverkats i åtta generationer. Dessa benämns vanligen C1-C8 och har tillverkats i drygt en miljon exemplar.

### C1 (1953-1962)

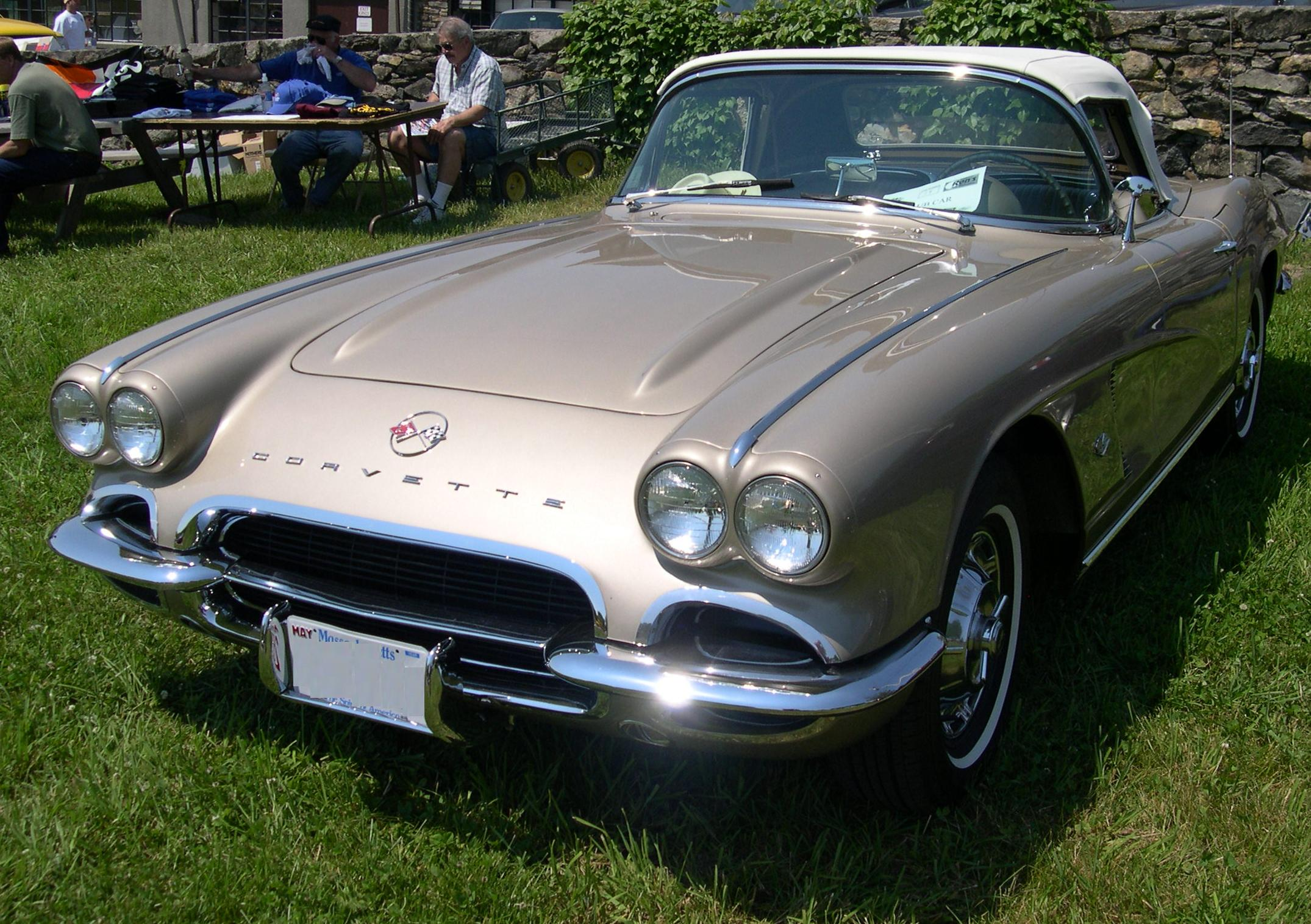
Chevrolet Corvette från 1962.

Den första generationens Corvette fick en klen start. Modellen drogs med många barnsjukdomar, både vatten och avgaser läckte in i den skramliga glasfiberkarossen. Efter de två första årens låga produktionstakt var modellen nedläggningshotad. I jämförelse med 1955 års V8-motoriserade upplaga av den nya Ford Thunderbird var Corvette, som var utrustad med den redan då åldersstigna raka sexan Blue Flame Six på 150 hk, rejält undermotoriserad. Lösningen på dessa problem fanns av ingenjören Zora Arkus-Duntov, som helt enkelt monterade den för året nya V8:an, som senare skulle komma att kallas Chevrolet Small block, med en slagvolym på 265 in³ (4,3 l) i Corvetten. Introduktionen av denna motor var en omedelbar succé och försäljningen ökade raskt. 1955 är det sista året som Corvette kunde fås med 6-cylindrig motor. V8-motorn började monteras som tillval från januari 1955 och från och med årsmodell 1956, monterades enbart V8-motorer i Corvette.
1956 introducerades en uppgraderad kaross som förnyade Corvettens utseende. 1957 presenterades bränsleinsprutning framtagen av Rochester som tillval. Denna motor, vars volym nu ökats till 283 in³ (4,6 l), levererade en effekt på 283 hk (211 kW), blev därmed en av de första i världen som producerade en hästkraft per kubiktum. 1958 kom ytterligare en uppdaterad kaross med många kromdetaljer. Bland annat introducerades dubbla strålkastare och "tvättbräda" på motorhuven. Allt krom gjorde denna årsmodell till den tyngsta av alla första generationens Corvetter. Karossen var i stort sett oförändrad fram till 1961 då bakdelen fick ett helt nytt utseende som gav försmak om vad som komma skulle i nästa generationen av Corvette. Då tillkom en så kallad "Boat Tail" och de numera klassiska fyra bakljusen, som alla Corvetter har haft sedan 1961. 
1962 var sista året för första generationens Corvette C1. Detta år ökades motorvolymen till 327 in³ (5,4 l), vilken i sin kraftfullaste insprutningsversion kom att ge hela 360 hk (268 kW). Karossen rensades från krom och detta var den "renaste" av första generationens Corvetter. Det var också den snabbaste där insprutningsmodellen kunde accelerera från 0 till 96 km/h på endast 5,9 sekunder!

### C2 (1962-1967)

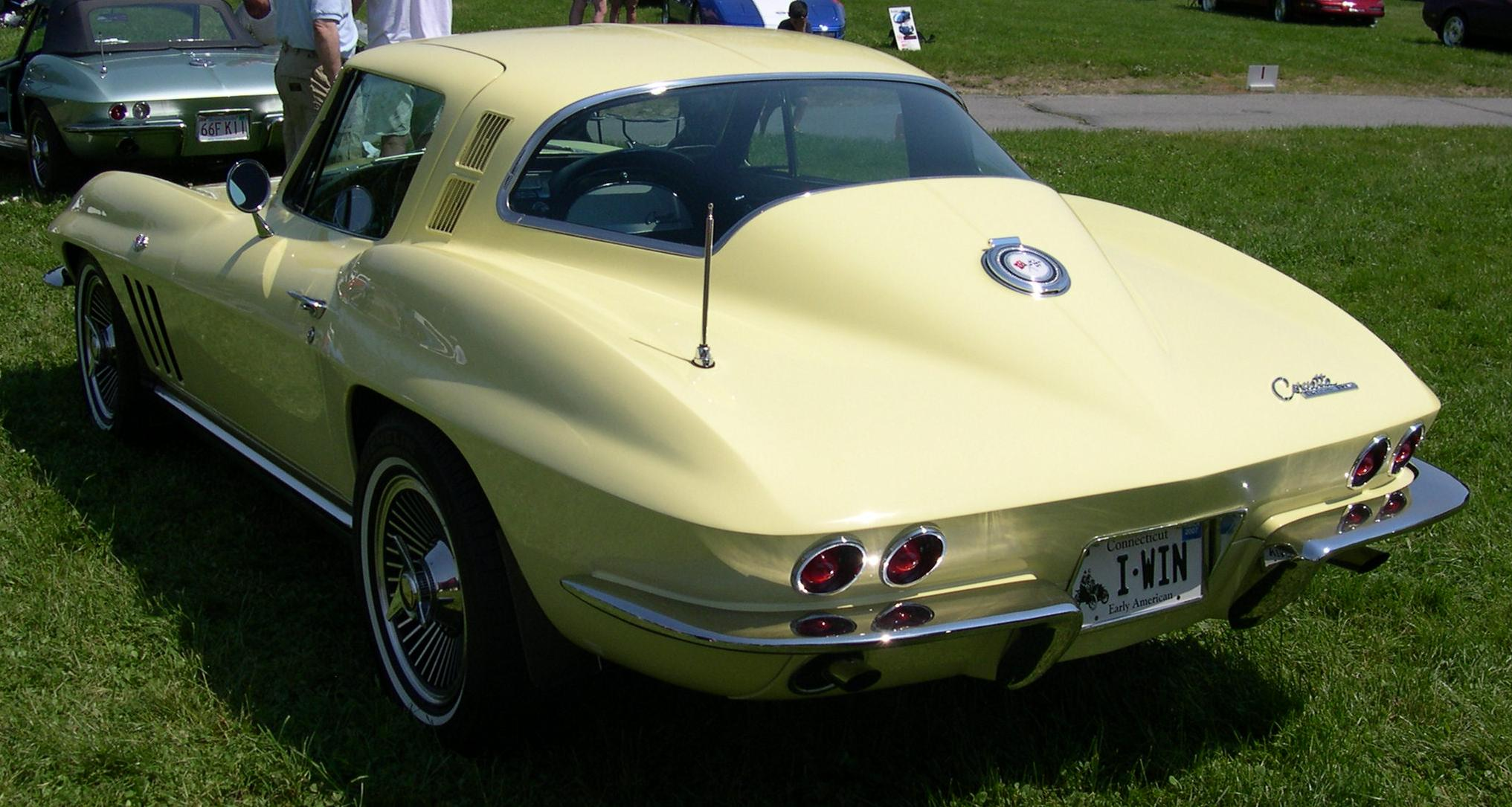
Chevrolet Corvette från 1965.

Den andra generationens Corvette presenterades 1962 som årsmodell 1963. Detta år förändrades karossen till en modernare strömlinjeformad design framtagen av Larry Shinoda. Den nya generationens Corvetter fick också namnet "Sting Ray" (stingrocka). Nu introducerades för första gången en kupémodell samt dolda strålkastare som manövrerades med en elmotor. Den lanserades med delad bakruta och har av eftervärlden benämnts Split Window. Detta designelement varade endast ett år och har därför kommit att bli en av de mest eftertraktade av alla andra generationens Corvetter. 
327 CUI (5.4L) smallblock motorn fanns i fyra varianter, basmotorn 250hk, 300hk, 340hk samt en Fuel Injection på 360hk
Den viktigaste förändringen var dock att individuell hjulupphängning på alla fyra hjulen introducerades. Detta banade väg för stora framgångar inom racing på alla nivåer. Från att ha byggts ihop av delar från den vanliga personbilstillverkningen, var Corvette nu en fullfjädrad sportbil som kunde ta sig an alla andra konkurrenter. Som ett led i detta kom 1965 skivbromsar på alla fyra hjulen som standard, sidepipes fanns som option för första gången. Samtidigt introducerades en ny motorfamilj, L78v med en slagvolym på 396 CUI (6,5 l) som hade på den tiden otroliga 425 hk. Denna motorfamilj, som skiljde sig från smallblock-motorerna, kom att kallas Chevrolet Big block och en 65:a med bigblock motorn hade den speciella motorhuven med en bula på (power bulge)
1966 kom en ännu större motor på 427 CUI (7 l),den fanns i två varianter, en på 390hk (L36) och den andra på 425hk(L72 High Performance), den senare hade egentligen ca 450 hk men försäkringsbolagen hade satt ett tak på 425 hk. Ett specialutförande av denna motor kom 1967 och kallades L88 och effekten uppgavs till 435hk. men hade långt över 500hk. Denna motor monterades i bara tjugo Corvetter och modellen har därmed blivit enormt eftertraktad bland samlare. Sådana Corvetter har bytt ägare för mer än 600 000 dollar.

### C3 (1968-1982)

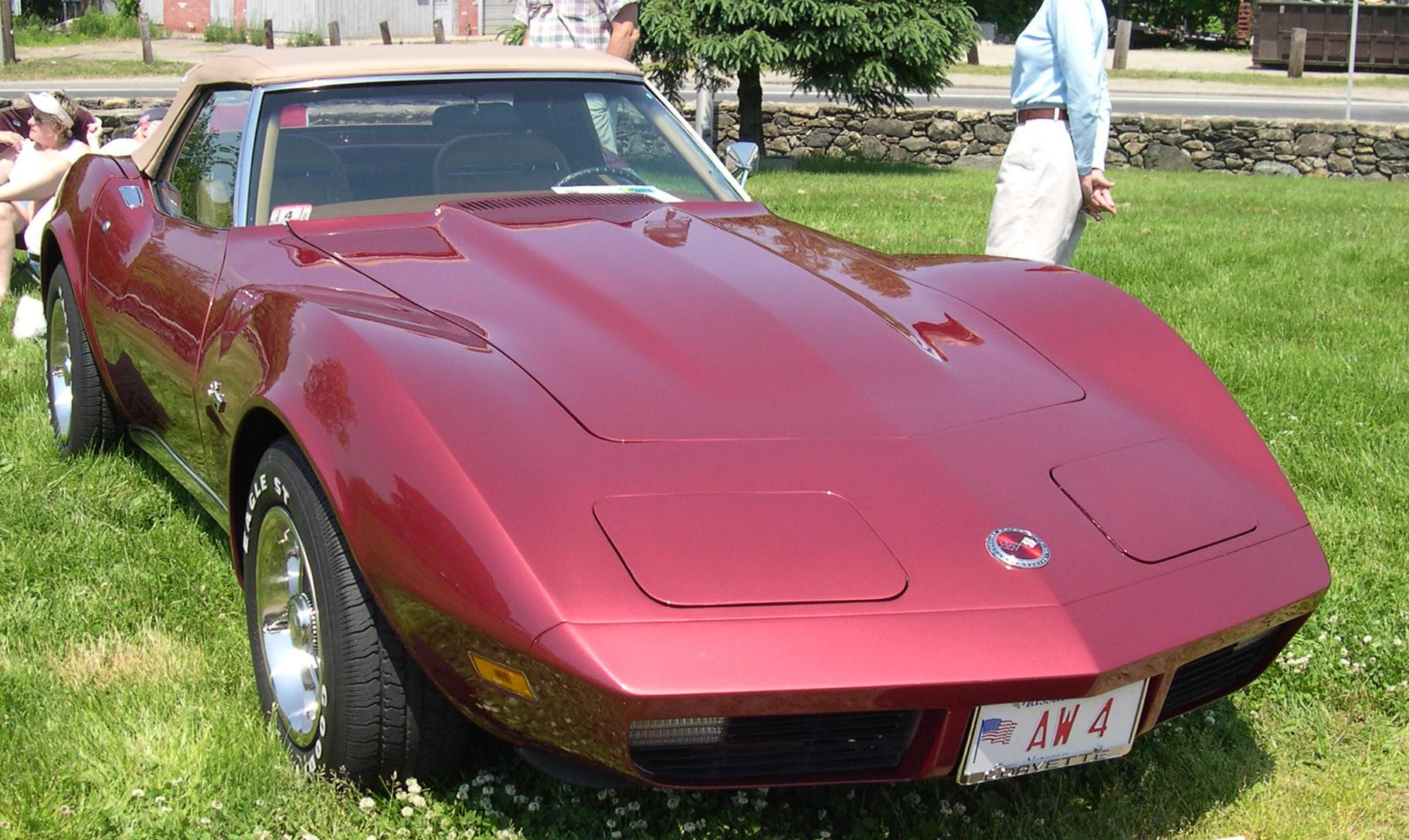
Chevrolet Corvette från 1975.

Den tredje generationens Corvette inspirerades av designstudien Mako Shark. 1969 förstorade GM smallblock-motorn till 350 in³ (5,7 l), och 1970 var det bigblockens tur; 427:an växte till 454 in³ (7,4 l). Dess effekt steg 1972 till 425 hk (317 kW). Första året för den nya hajinspirerade karossen Mako Shark var 1968. Då tillverkades det 28 566 Corvetter varav 18 630 var convertibles (cabriolet). Av L30 327/300 hk motorn tillverkades det 5 827, och var basmotorn 1968. L36 427/390 hk 7 117 st. L68 427/400 hk 1 932 st. L71 427/435 hk 2 898 st. L79 327/350 hk 9 440 st. L88 427/430 hk 80 st, vilken betingar ett mycket högt pris på samlarmarknaden. 
Motoreffekterna skulle nu komma att minska. En skenbar orsak var att man bytte effektenhet från SAE Gross till SAE Net men det var egentligen det då nya miljötänkandet som reducerade effekten. 1975 levererade den största motorn 205 hk (153 kW).
1973 ersattes den dittills kromade främre stötfångaren av dito i plast på grund av nya trafiksäkerhetsbestämmelser i USA.

### C4 (1984-1996)

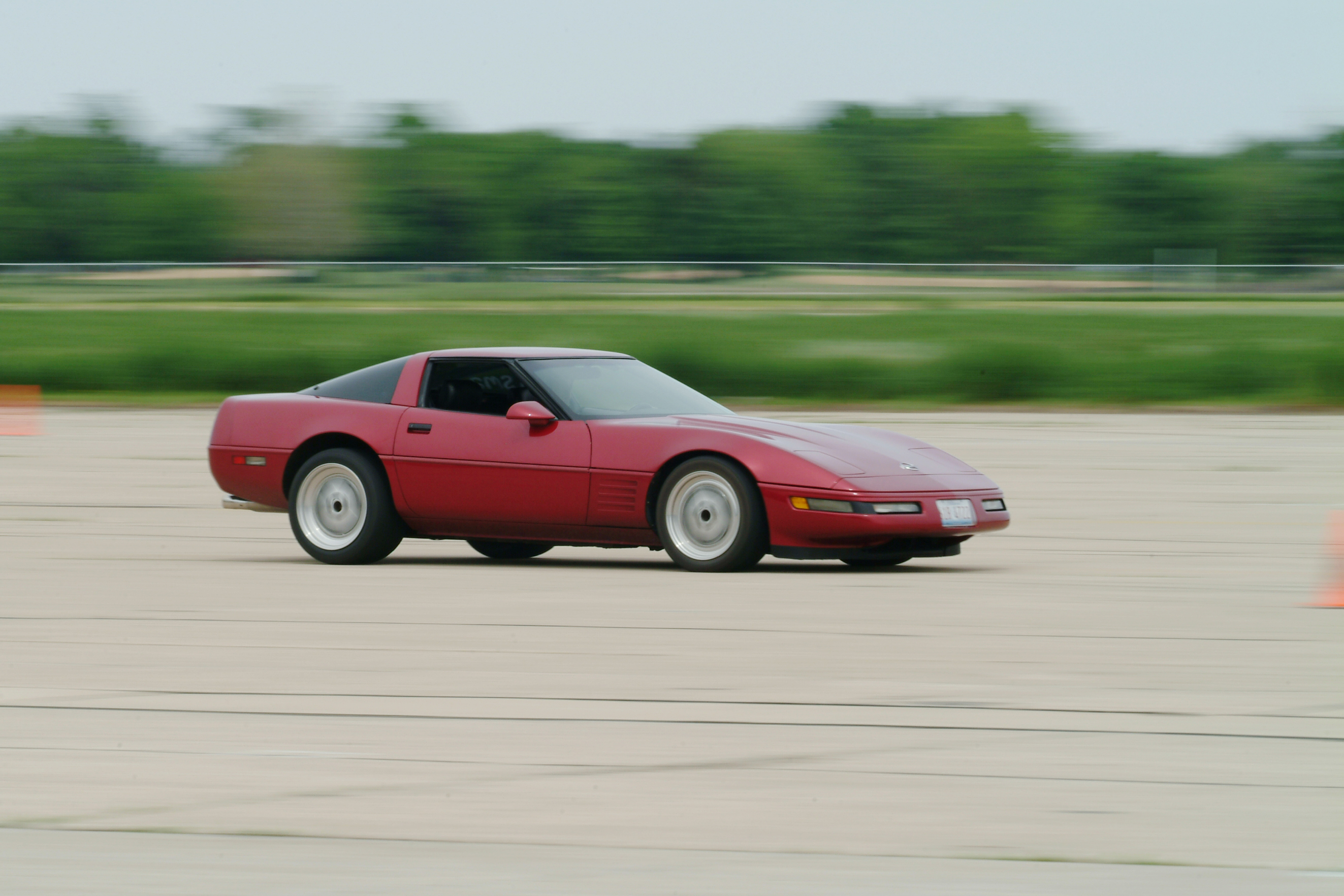
Corvette C4.

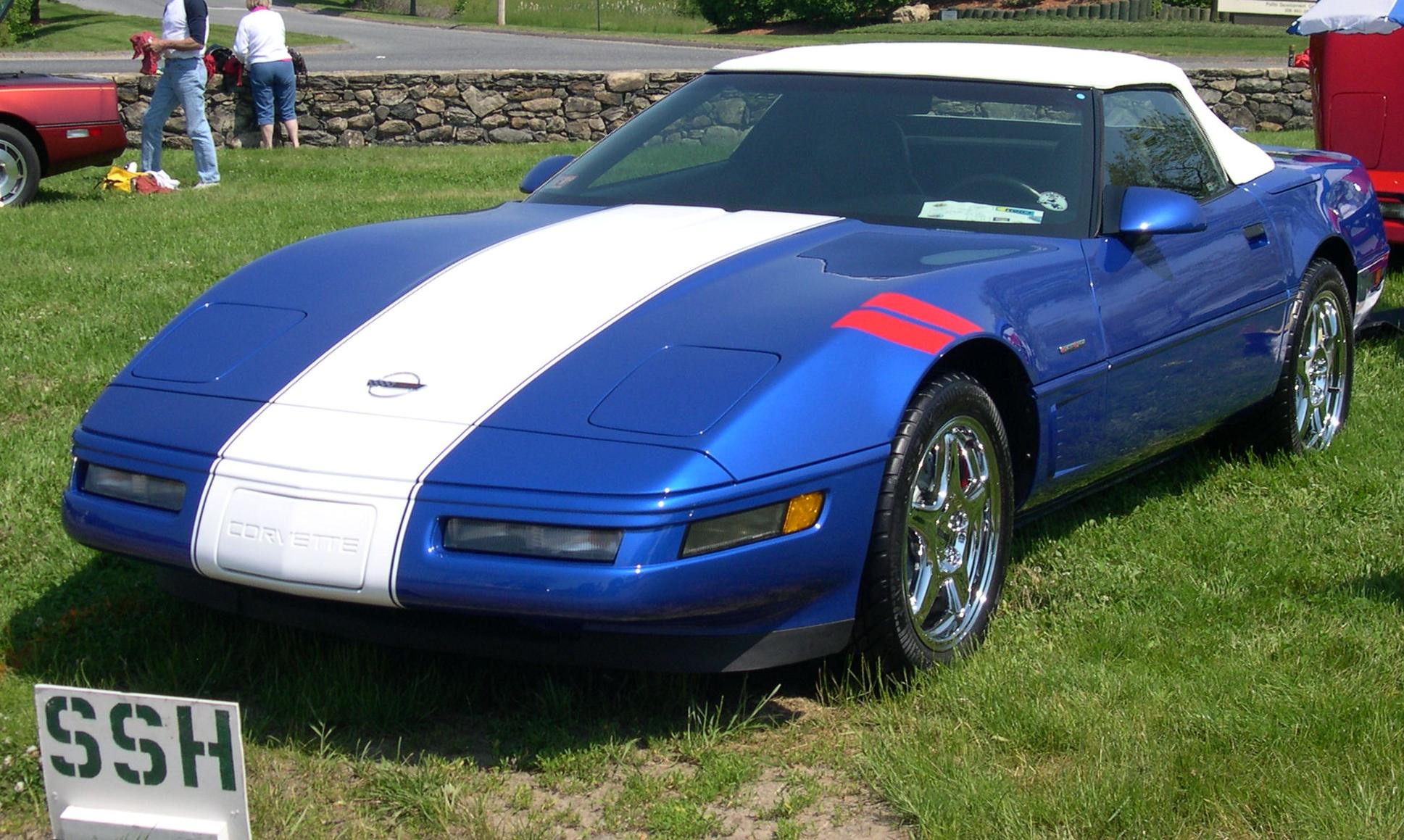
Chevrolet Corvette Grand Sport från 1996.

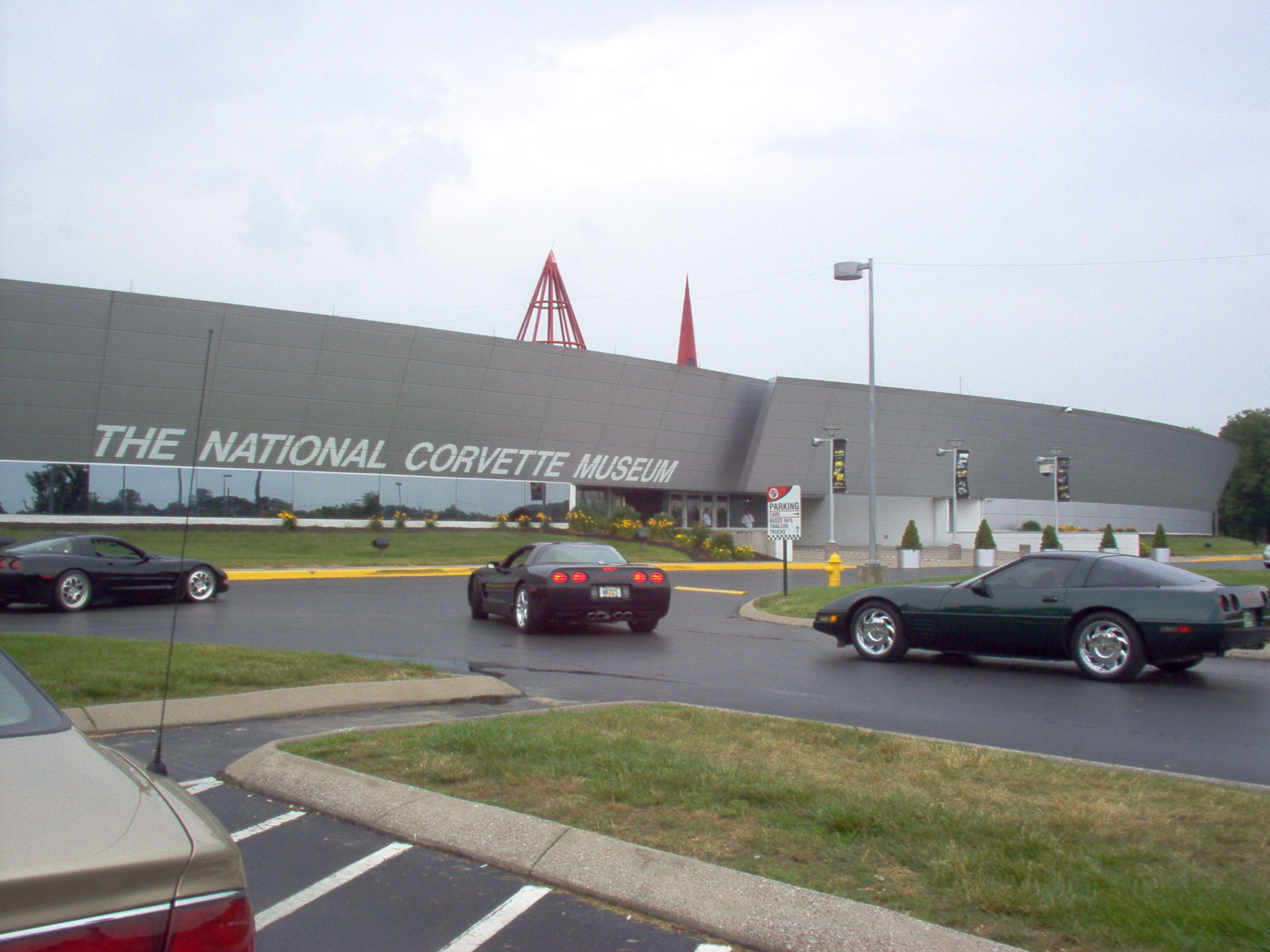
National Corvette Museum i Bowling Green, Kentucky.

Den fjärde generationen avlöste 82:orna men då som 1984 års modell Året 1983 hoppade man helt sonika över. C4 var en helt ny bil och man hade vid utvecklingsarbetet fokuserat på att förbättra vägegenskaperna.
1984-1990
Den första generationen av C4 lanserades 1984. Samma år öppnades den nya Corvettefabriken i Bowling Green, Kentucky. 1986 lanserades ABS-bromsar som standard och 1988 kom den nya 6-växlade manuella växellådan som fick hänga med i den betydligt motorstarkare ZR1-modellen.
1988 fanns det en specialversion för att fira 35-årsjubileet av Corvetten. Bilarna var vita med vita fälgar och vit skinninredning.
1990 lanserades värstingmodellen ZR1. Bilen fick en modernare bakdel samt en motor på 385 hästar, även en ny modern instrumentbräda lanserades i samtliga modeller.
1991-1996
1991 blev det stora förändringar på Corvetten, ny front, nya lister, nya fälgar samt nya sidostycken.
1992 lanserades den nya standardmotorn (LT1) på 300 hästar. Även små ändringar av inredningen gjordes.
1993: En special version släpptes för att fira Corvettens 40-årsdag. Bilarna var vinröda med vinröd inredning. Effekten i ZR1-versionen höjdes från 385 hk till 405 hk.
1994 gjordes ännu en modifiering av instrumentpanelen med bland annat en ny sorts ratt, nya mätarnålar samt en ny modell av stolarna. Det kom även ett nytt insprutningssystem till motorn.
1995 var sista året som man tillverkade ZR1-versionen av C4:an. Sen producerades 521st pace car-corvetter till Indianapolis 500.
1996: Nu lanserades två olika specialversioner av Corvetten tillverkades. Den ena var Grandsport-versionen och den andra var collector edition. Även en ny motor lanserades som standard för alla manuella corvetter och gick inte ens att beställa med automatisk växellåda. Motorn lämnade 330 hk och fick beteckningen LT4. 
ZR-1
Denna prestandamodell hade en 32-ventilsmotor med överliggande kamaxlar som utvecklats av Lotus. Från starten 1990 till 1992 levererade LT5-motorn 375 hk, och från 1993 till 1995 var uteffekten 405 hk. ZR-1 var en av den tidens snabbaste standardbilar då tillverkningen lades ned 1995. Karossen är för ett otränat öga lik den vanliga C4:an men så är det inte. Dörrarna är annorlunda, bakskärmarna är bredare samt bakdelen är bredare än på den vanliga C4:an. ZR1 modellen såldes endast i coupé (targa)-utförande.
Grand Sport
Chevrolet släppte 1996 Corvette Grand Sport (GS) för att markera att C4 upphörde att tillverkas. Namnet Grand Sport lånades från den ursprungliga Grand Sport från 1963. Totalt tillverkades 1 000 GS Corvetter, 810 coupéer och 190 cabrioleter. Den kunde enbart köpas med en färgsättning, blå med en vit rand över huven samt ett rött fält över vänster framhjul. Grandsporten hade som standard LT4-motorn som lämnar 330 hk i stället för LT1:ans 300 hk. LT4 motorn gick endast att köpa med manuell växellåda och var standard i alla 1996 års modell Corvette med manuell låda.
Speedster
1991 släpptes Callaway Corvette Speedster. Callaway Corvette Speedster är byggd av Reeves Callaway och gjord för att slå ZR-1. Callaway byggde om bl a Corvettens hjulupphängning för att förbättra bilens köregenskaper. Motorn är en 350 in³ (5,7 l) L98 V8:a med en sänkt kompression till 7,5:1 och dubbelturbo. Accelerationen för 0-100 mph (0-160 km/h) är på 12,1 sekunder och toppfarten anges till 296 km/h (185 mph). Motorn lämnar 426 bromsade hästkrafter (420 bhk, 313 kW) vid 4250 varv och 761 Nm (562 lb-ft) vid 2500 varv. Växellådan är manuell och har sex växlar. Endast 50 bilar byggdes.

### C5 (1997-2004)

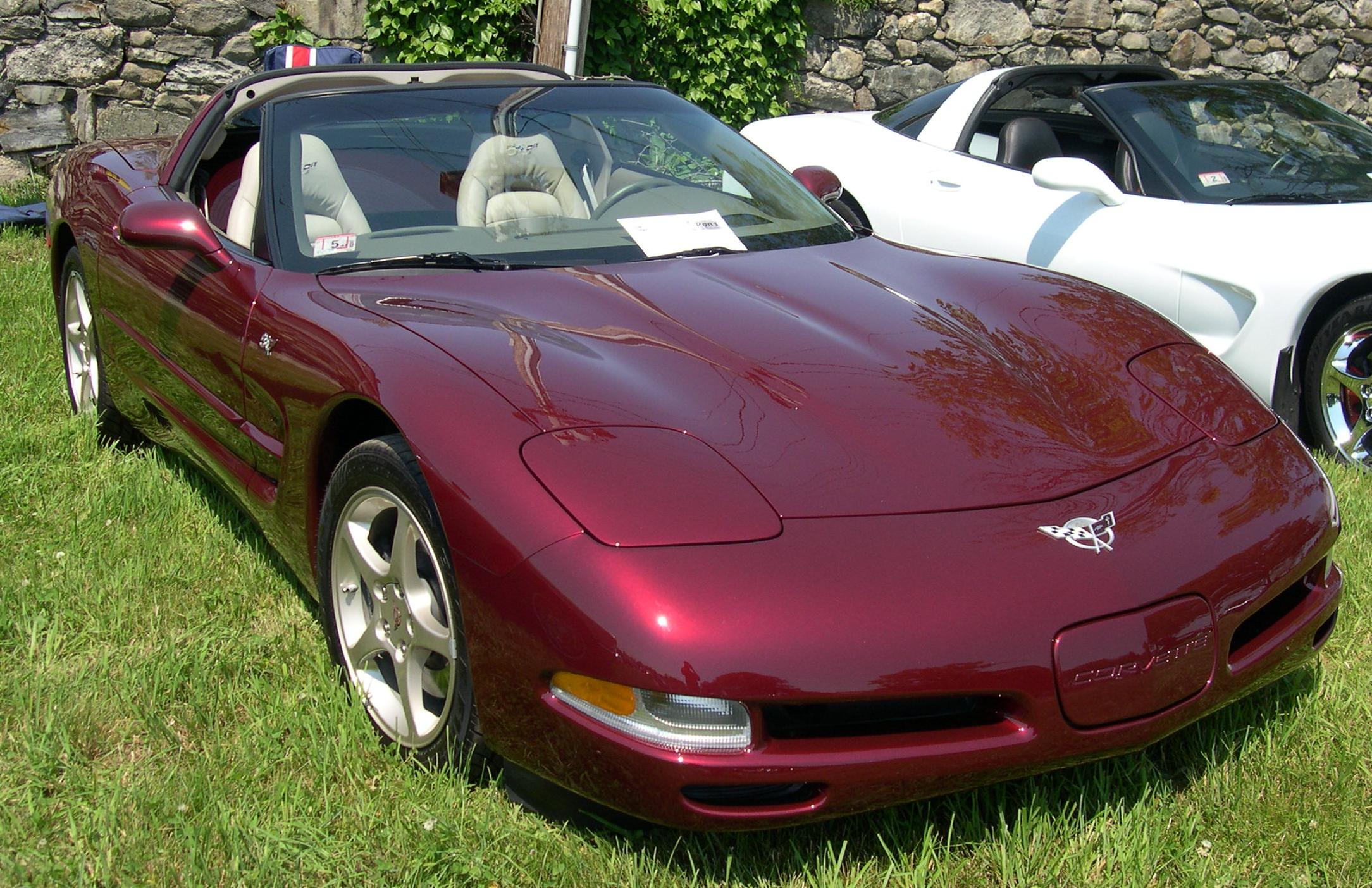
Chevrolet Corvette från 2003.

Den femte generationen av Corvette tillverkades åren 1997-2004 och hade radikala konstruktionsförändringar jämfört med föregångaren. C5 hade att hypermodernt chassi i formpressad aluminium och växellådan var tillbakaflyttad och integrerad med bakaxeln. Den nya helaluminium 5,7l V8:an LS1 som var standard i nya C5, levererade 350hk.
C5an fanns i tre olika utföranden, coupé, cab och FRC (fixed roof coupe.) FRC modellen lanserades 1999 och år 2001 släpptes en Z06-version baserad på FRC-modellen.
1997 såldes Corvetten endast som coupémodell.
1998 lanserades Cabmodellen av Corvetten samt släpptes en Pace car-version. Den byggdes endast i 512 ex.
1999 lanserades FRC modellen. Bilarna fick ett nytt förbättrat bränslesystem, Head Up Display (HUD) fanns som tillval och visade hastighetsmätaren, RPM, samt annan viktig information direkt i vindrutan. 
2000 fick C5:an ett litet lyft. Nya Y2K fälgar erbjöds och gick att beställa som ett millennium paket.
Z06
2001 lanserades Z06-modellen. Bilen var baserad på FRC-karossen som redan i originalutförande var lättare och mera vridstyv än både cab- och coupémodellerna. Z06 fick en prestanda version av LS1 blocket (LS6), med en effekthöjning från 345 till 385 hästar, aggressivare utväxling av växellådan som är mera anpassad för bankörning, andra fälgar, kylkanaler till bakbromsarna samt ett avgassystem i titan.
Även ett nytt förbättrat antispinn- och antisladdprogram kallat Active Handling II lanserades för samtliga modeller. 
2002: Z06:an fick ännu mera hästkrafter. Nu landade effekten på 405 hästar. En rad nya färger lanserades under samma period. 
2003: Corvetten fyllde 50 år vilket firades med en specialmodell av caben och coupén. Även de som valde att köpa vanliga corvetter fick specialemblem på sina bilar för att fira jubileet. Ett nytt fjädringssystem lanserades som ändrar chassit upp till 500 gånger i sekunden.
2004: En sista specialversion lanserades, Corvette Commemorative Edition. Alla bilarna var blå med ljus inredning utom de som kom till Europa. De fick Z06:ans chassi med svart inredning.

### C6 (2005-2013)

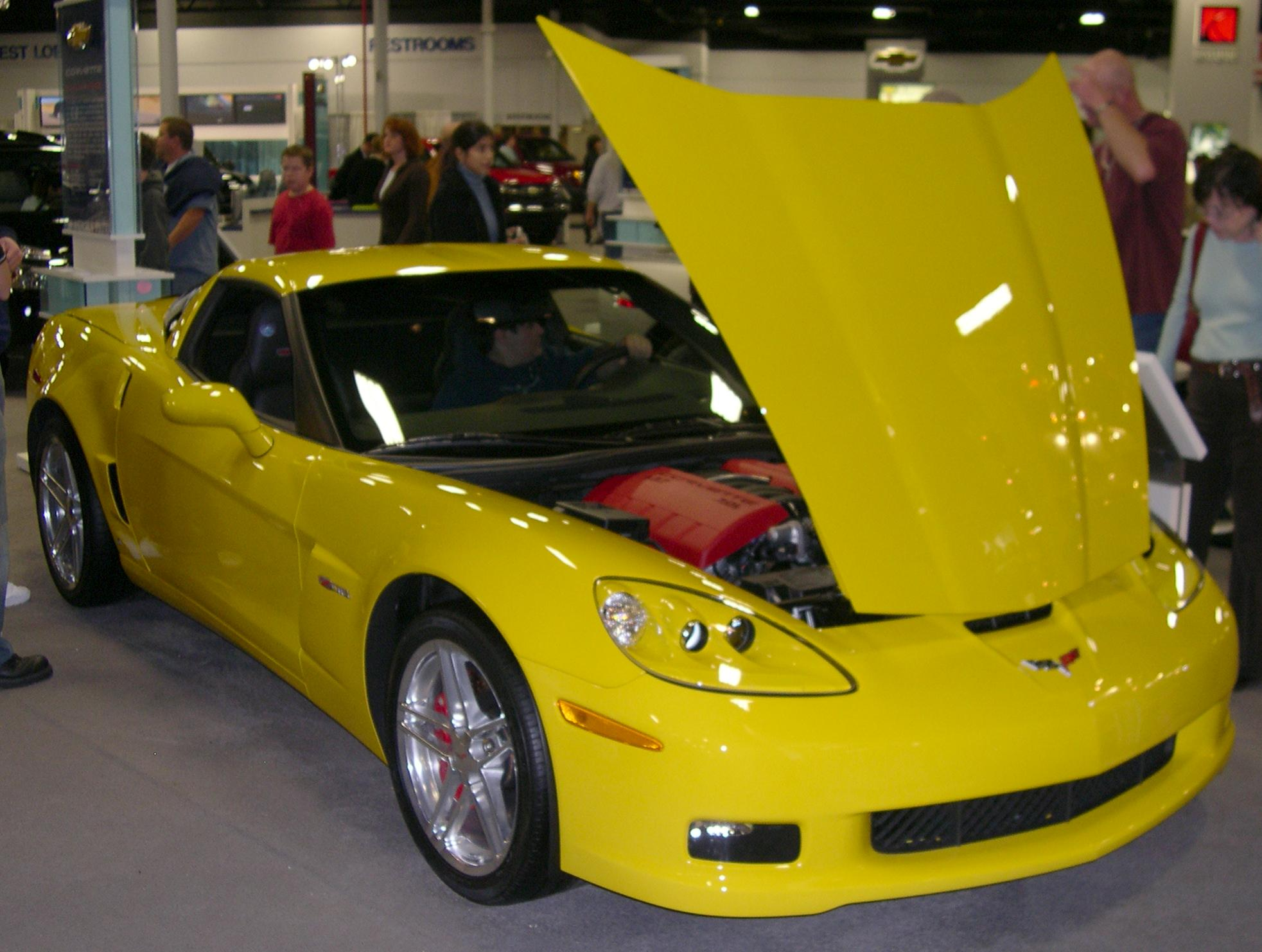
Chevrolet Corvette Z06 från 2006.

Corvette C6 har inga större förändringar av chassit jämfört med C5:an men resten av bilen är starkt förändrad. Precis som C5:an finns C6 i tre olika karosser: Cab, coupé (targa) samt hardtop (hardtopen finns endast i Z06- samt ZR1-utförande).
Mellan 2005 och 2007 var C6 på 404 hk och 6,0 l i slagvolym. 
Hösten 2007 lanserades den nya motorn till Corvette C6. Motorn blev på 6,2 l i slagvolym och lämnar 430 hk. Även en del nyheter invändigt lanserades samt en del nya färger.
Z06
Tidigt 2006 lanserades C6 Z06. Z06 delar väldigt lite med den vanliga C6. Den har bland annat större bromsar, bättre väghållning, annan växellåda, bredare kaross med fasttak samt en 7,0 l motor på 505 hk. Z06:an satte ny standard för sportbilar och slog samtida Porschar och Ferrari på banorna runt om i världen.
ZR1
November 2008 presenterades den nya ZR1:an. Motorn är på 6,2 l precis som i den vanliga Corvetten men där slutar likheterna. Motorn är försedd med en kompressor som överladdar förbränningen i cylindrarna. Effekten är på 638 hk och vikten på bilen har minskats ännu mer.
Utvändigt skiljer sig ZR1 mycket från den vanliga C6 och Z06. Bilens kaross är i stora delar tillverkad av kolfiber.
Grand Sport
2010 Introduceras en fjärde C6 version, med det klassiska namnet Grand Sport.
Enkelt uttryckt en mer ban-orienterad C6, utrustatad med hårdvara från Z06, förutom 7,0 l motorn. 
Grand Sporten har egna attribut som särskiljer från övriga Corvetter bland annat större mer framträdande luftintag för bromskylning fram, unika fälgar för modellen, annan utväxling (både för manuell och automat)

### C7 (2013-2017)

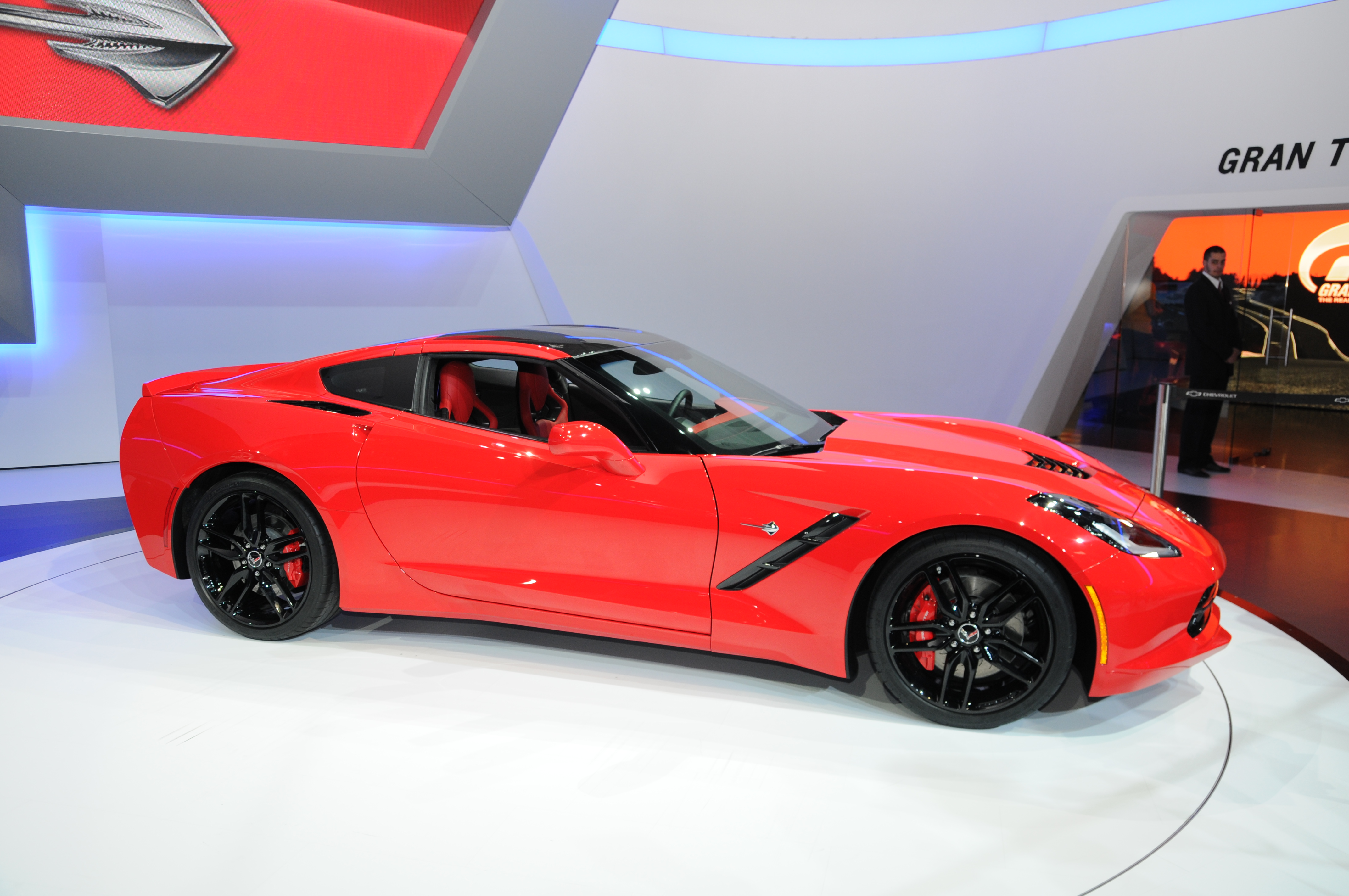
Geneva Motor Show 2013.

Corvette C7 började säljas i USA under tredje kvartalet 2013, som en 2014 modell. 
Corvette C7 hade en LT1 V8 på 6,2 l under kolfiberhuven.
Motorn är försedd med cylinderavstängning, direktinsprutning och variabla ventilertider.
Den sjuväxlade lådan kunde förbereda växlingen med optimalt motorvarv åt föraren.
Matchvikten låg på under 1400 kg (45 kg lättare än föregående modell) 
tack vare ett nytt aluminiumchassi och större användning av lättviktsmaterial.
Chassiet hade en ökad vridstyvhet med 57%.
Den sista Corvette 7 lämnade fabriken i november 2019.

## Den äldsta ännu existerande Corvetten
Den äldsta överlevande Corvetten har tillverkningsnummer E53F001003.  Denna bil var den tredje som lämnade fabriken i Flint, Michigan, och var ursprungligen en av GM:s testbilar. Bilen såldes av auktionsfirman Barrett-Jackson för en miljon dollar den 21 januari 2006.

## Indy Pace Car

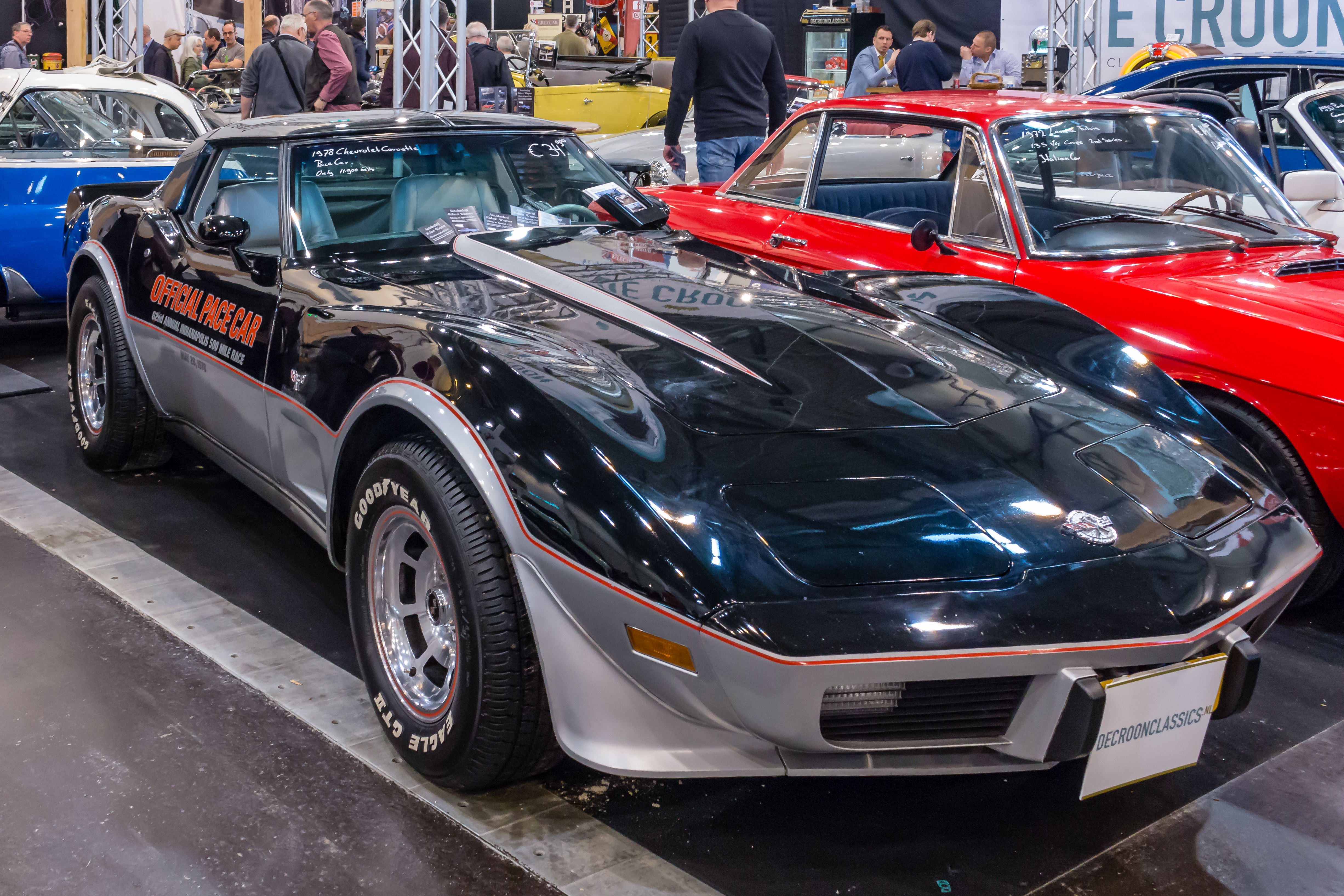
1978 Chevrolet Corvette Pace Car.

Corvette har haft det prestigefyllda uppdraget att vara pace car vid Indianapolis 500 inte mindre än tolv gånger: 1978, 1986, 1995, 1998, 2002, 2004-2008 och 2012-2013.

## Bild

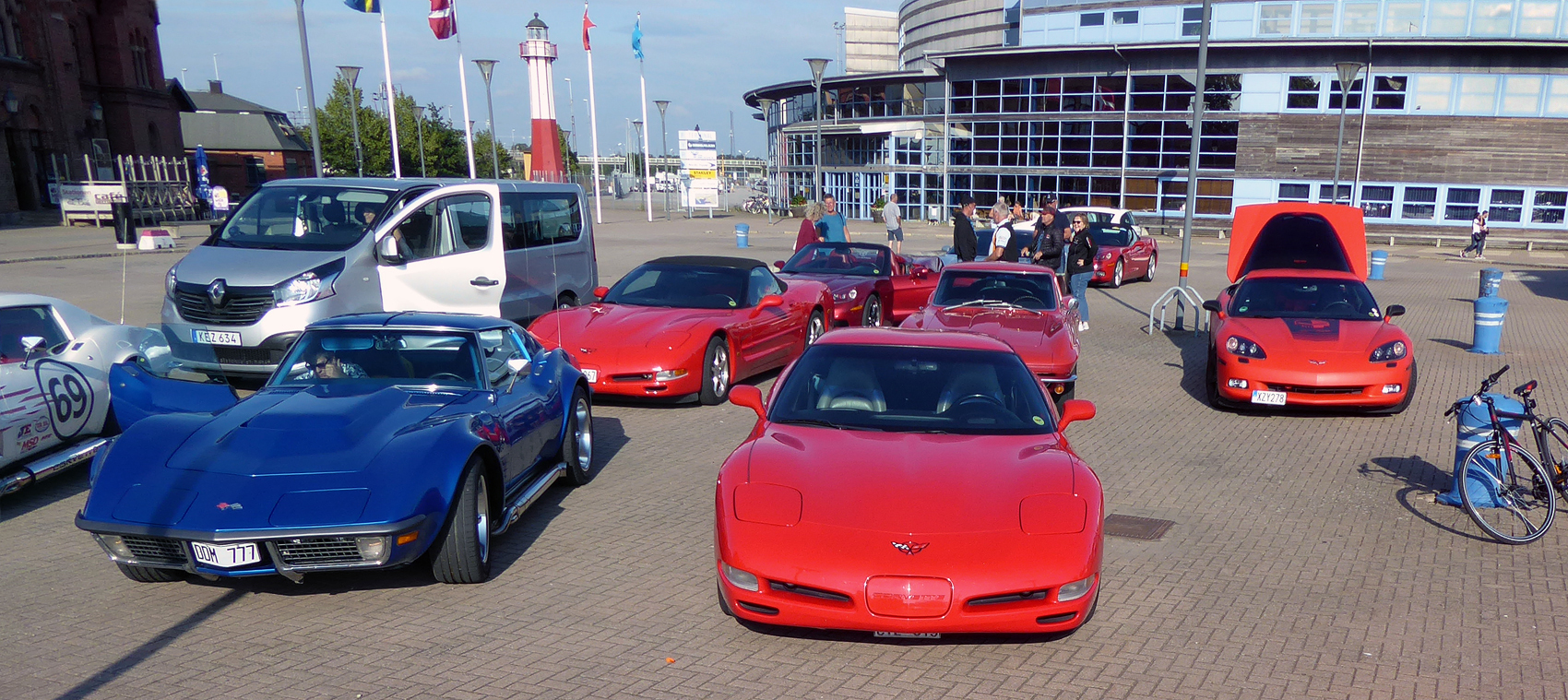
Corvette-möte på hamnplan i Ystad 27 juli 2019.